# Víctor González (beisbolista)
Víctor Aarón González (Tuxpan, Nayarit - 16 de noviembre de 1995) es un lanzador de béisbol profesional mexicano que juega en los Angeles Angels de Los Angeles de las Grandes Ligas de Béisbol.

## Carrera
González firmó con Los Angeles Dodgers como agente libre internacional el 2 de julio de 2012. Comenzó su carrera profesional con los Dodgers de la Liga de Arizona en 2013, con marca de 3-2 con efectividad de 3.79 en 38 entradas.
Hizo la temporada 2014 con los Ogden R, yendo 4-5 con una efectividad de 6.09 sobre entradas. Se dividió la temporada 2015 entre el AZL Dodgers, Ogden, y los Loons de los Grandes Lagos, y fue un combinado de 1-7 con una efectividad de 5.43 sobre 66 1⁄3 entradas.
Volvió a los Grandes Lagos en 2016, yendo 3-6 con una efectividad de 4.66 sobre  entradas. Se perdió toda la temporada 2017 debido a una lesión.
Dividió la temporada 2018 entre Ogden y los Grandes Lagos, yendo un combinado de 1-5 con una efectividad de 7,49 sobre entradas. Se dividió la temporada 2019 entre los equipos Rancho Cucamonga Quakes, Tulsa Drillers, y Oklahoma City Dodgers, yendo un combinado de 5-2 con una efectividad de 2.31 sobre 89 2⁄3 entradas en 38 juegos (13 aperturas).
Los Dodgers agregaron a González a su parrilla de jugadores el 31 de octubre de 2019. Fue llamado a la lista de las Grandes Ligas por primera vez el 30 de julio de 2020. González hizo su debut en las Grandes Ligas el 31 de julio contra los Arizona Diamondbacks. Apareció en 20.1 entradas en 15 juegos (una apertura) para los Dodgers en 2020, ganando tres juegos y terminando con efectividad de 1.33 y 23 ponches con solo tres bases por bolas.
El 27 de octubre de 2020 ganó el sexto partido de la serie donde los Dodgers ganaron la Serie Mundial. 
Víctor González, el lanzador relevista mexicano, fue traspasado a los New York Yankees en un intercambio con Los Angeles Dodgers el 11 de diciembre del 2023. En la transacción, los Yankees adquirieron a González y al infielder venezolano Jorbit Vivas, enviando al torpedero Trey Sweeney a los Dodgers. Con una destacada carrera, González llega a los Yankees en un momento de reestructuración para el equipo, ansioso por contribuir con su habilidad y experiencia al éxito del conjunto neoyorquino.